# Comuna Tămășeni, Neamț
Tămășeni (maghiară Tamásfalva) este o comună în județul Neamț, Moldova, România, formată din satele Adjudeni și Tămășeni (reședința).

## Așezare
Comuna se află în estul județului, la limita cu județul Iași, pe malul drept al Siretului. Este străbătută de șoseaua județeană DJ201C, care o leagă spre sud de Roman (unde se termină în DN2) și spre nord în județul Iași la Răchiteni (unde se termină în DN28).

## Demografie
Componența etnică a comunei Tămășeni
     Români (92,31%)
     Alte etnii (0,1%)
     Necunoscută (7,59%)
Componența confesională a comunei Tămășeni
     Romano-catolici (90,16%)
     Ortodocși (1,12%)
     Alte religii (0,79%)
     Necunoscută (7,93%)
Conform recensământului efectuat în 2021, populația comunei Tămășeni se ridică la 6.958 de locuitori, în creștere față de recensământul anterior din 2011, când fuseseră înregistrați 6.493 de locuitori. Majoritatea locuitorilor sunt români (92,31%), iar pentru 7,59% nu se cunoaște apartenența etnică. Din punct de vedere confesional, majoritatea locuitorilor sunt romano-catolici (90,16%), cu o minoritate de ortodocși (1,12%), iar pentru 7,93% nu se cunoaște apartenența confesională.

## Politică și administrație
Comuna Tămășeni este administrată de un primar și un consiliu local compus din 15 consilieri. Primarul, Ștefan Lucaci[*], de la Partidul Național Liberal, este în funcție din 2016. Începând cu alegerile locale din 2024, consiliul local are următoarea componență pe partide politice:
|  | Partid                    | Consilieri | Componența Consiliului | Componența Consiliului | Componența Consiliului | Componența Consiliului | Componența Consiliului | Componența Consiliului | Componența Consiliului | Componența Consiliului |
|  | ------------------------- | ---------- | ---------------------- | ---------------------- | ---------------------- | ---------------------- | ---------------------- | ---------------------- | ---------------------- | ---------------------- |
|  | Partidul Național Liberal | 8          |                        |                        |                        |                        |                        |                        |                        |                        |
|  | Uniunea Salvați România   | 5          |                        |                        |                        |                        |                        |                        |                        |                        |
|  | Partidul Social Democrat  | 2          |                        |                        |                        |                        |                        |                        |                        |                        |

## Istorie
La sfârșitul secolului al XIX-lea comuna făcea parte din plasa Moldova a județului Roman și avea în compunere numai satul de reședință, cu 1060 de locuitori, toți maghiari. În comună existau o școală mixtă și o biserică catolică. La acea vreme, pe teritoriul actual al comunei mai funcționa în aceeași plasă și comuna Adjudeni (sau Agiudeni), formată și ea tot dintr-un singur sat omonim, cu o populație de 885 de locuitori ce trăiau în 255 de case. Și aici exista o biserică catolică construită în 1881.
Anuarul Socec din 1925 consemnează desființarea comunei Adjudeni și trecerea satului ei la comuna Tămășeni, aflată în aceeași plasă, și având 3000 de locuitori. În 1931, comunei Tămășeni i s-au arondat și satele comunei Răchiteni, desființate temporar. Ea a fost însă reînființată la scurt timp.
În 1950 comuna a trecut în administrarea raionului Roman din regiunea Bacău (între 1952 și 1956, din regiunea Iași). În 1968 a trecut la județul Neamț.

## Monumente istorice
Singurul obiectiv din comuna Tămășeni inclus în lista monumentelor istorice din județul Neamț ca monument de interes local este situl arheologic de „la Siliște”, din preajma satului Tămășeni, sit ce cuprinde urmele unor așezări din Epoca Bronzului; secolele al II-lea–al III-lea e.n.; și secolele al XIV-lea–al XVII-lea.